# Stefan Falter
Stefan Falter (* 17. April 1965) ist ein deutscher Volleyballtrainer. Nach Zeiten bei den Frauen von Alemannia Aachen und bei den Männern bei SWD Powervolleys Düren wechselte er zurück zu den Ladies in Black Aachen.

## Karriere
Falter betreute bis Dezember 2004 die Frauen von Alemannia Aachen, die zu dieser Zeit in der Regionalliga und in der zweiten Bundesliga spielten. Dann wechselte er zum Regionalligisten VC Schwerte, mit dem er den Aufstieg in die zweite Liga schaffte. Später trainierte er die Männer des Dürener TV ebenfalls in der Regionalliga. Am Ende der Saison 2008/09 war er parallel zu seiner Aufgabe in Düren als Co-Trainer in Aachen tätig, bevor er im April 2009 zum Cheftrainer des Frauen-Bundesligisten befördert wurde. 2011 erreichte er dort mit dem neunten Platz in der Liga und dem Viertelfinale im DVV-Pokal seine besten Ergebnisse. Von 2014 bis 2017 arbeitete Falter als Co-Trainer bei den SWD Powervolleys Düren und assistierte dort Michael Mücke, Anton Brams und Tommi Tiilikainen. Als der Finne nach der Saison 2016/17 seinen Abschied verkündete, wurde der bisherige Co-Trainer zum neuen Cheftrainer ernannt. Die Saison 2017/18 endete für Düren im Playoff-Viertelfinale. 2018/19 erreichte Falter mit der Mannschaft das Halbfinale im DVV-Pokal und das Viertelfinale in den Bundesliga-Playoffs. In der Saison 2019/20 erreichte er mit dem Verein das DVV-Pokalfinale, das gegen die Berlin Recycling Volleys verloren ging. Als die Bundesliga-Saison kurz vor dem Ende der Hauptrunde abgebrochen wurde, stand Düren auf dem sechsten Tabellenplatz. Im September 2020 trat Falter aus gesundheitlichen Gründen vom Amt des Cheftrainers in Düren zurück. Von 2022 bis Herbst 2023 war Falter wieder Trainer bei den Ladies in Black Aachen.